# Rådagölen
Rådagölen är en sjö i Jönköpings kommun i Småland och ingår i Motala ströms huvudavrinningsområde.